# Os vesalianum manus
Het os vesalianum manus of os Vesalii is de naam voor een extra handwortelbeentje. Het is vernoemd naar Andreas Vesalius, die het botje in 1543 beschreef, in de veronderstelling dat het een algemeen voorkomend sesambeentje betrof. Ook een accessoir botje in de voet dat hij beschreef, het os vesalianum pedis, is naar hem vernoemd. Het os vesalianum manus komt bij een onbekend deel van de bevolking voor. Het botje is dan gelegen aan de laterale zijde ter hoogte van de overgang tussen het os hamatum en het vijfde middenhandsbeentje. De Duitse chirurg Heimerzheim heeft beweerd dat het os vesalianum manus een afwijkende ossificatie van het os hamatum betreft.
Op röntgenfoto's wordt een os vesalianum manus soms onterecht aangemerkt als afwijkend, losliggend botdeel of als fractuur.

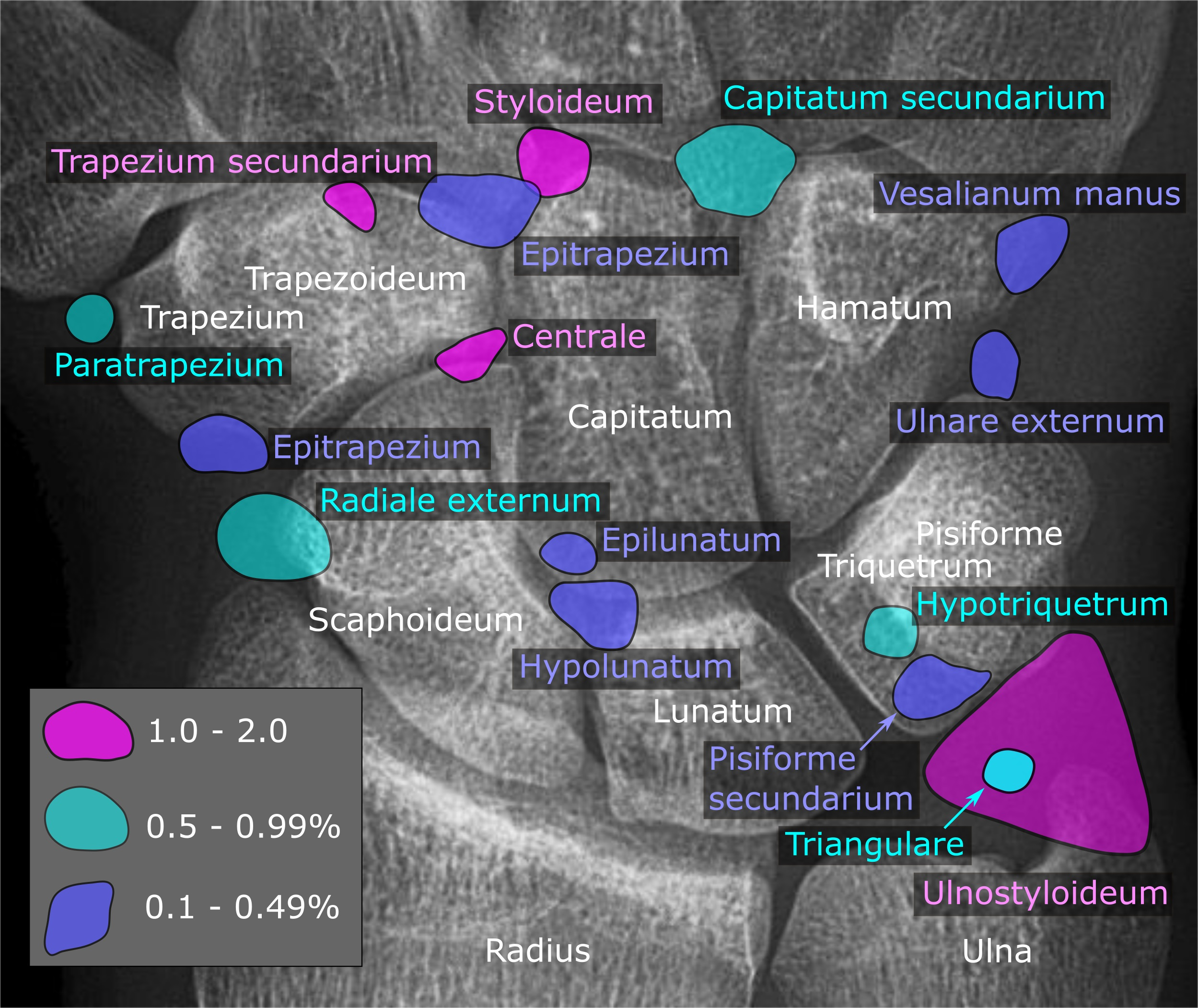
Röntgenfoto van de linker pols, met de extra handwortelbeentjes gekleurd naar hun prevalentie.